# دام سمول لينكس
توزيعة دام لينكس المصغرة (بالإنجليزية: Damn Small Linux)‏ أو بالترجمة الحرفية «لينكس مفرط الصغر» هي إصدار مصغر من دبيان تخضع لبنود رخصة جنو العمومية، صنعت لتقلع من قرص مدمج، وهي قابلة للتثبيت على قرص قابل للإزالة، تتضمن أهم ما يحتاجه المستخدم من برامج مكتبية ومشغلات وسائط متعددة وأدوات تصفح إنترنت وبريد إلكتروني.

## أصل التوزيعة
التوزيعة أصلاً أسسها جون أندروز ثم تحولت إلى مشروع مجتمعي مكون من فريق كبير من المطورين أبرزهم روبرت شينغليديكر، وقد بدأت التوزيعة كنسخة مصغرة من توزيعة نوبكس المبنية أساساً على شيفرة مصدرية لتوزيعة دبيان، وكان حجمها في البداية حوالي 22 ميجابايت.

## النواحي الفنية للتوزيعة
- المعالجات المستهدفة i386 فما فوق..
- نظام الملفات المتعمد Ext3
- نظام تحزيم الملفات deb
- نظام التثبيت المعتمد واجهة رسومية.
- إدارة النوافذ FluxBox و JWM

## أهم البرامج والتطبيقات

### البرامج المكتبية
- معالج الكلمات المصغر FLwriter
- برنامج الجداول الممتدة Siag
- الآلة الحاسبة العلمية Xcalc
- عارض المستندات القابلة للنقل Xpdf

### المحررات
- برنامج Ted
- برنامج Beaver
- برنامج vim

## تطبيقات الإنترنت

### المتصفحات
- متصفح FireFox
- متصفح Dillo
- متصفح Netrik

### البريد الإلكتروني
- برنامج Sylpheed

### المحادثات الفورية
- مرسال Naim

## الصور والرسم
- محرر الرسوم Xpaint
- عارض الصور Xzgv

## مشغلات الوسائط المتعددة
- برنامج XMMS

## وصلات خارجية
- الموقع الرئيسي لتوزيعة دام سمول لينكس